# Майоре, майоре!
Майоре, Майоре! (рос. Майор, Майор!) – оповідання українського академіка, філолога, письменника Ізмаїла Срезневського.

## Історія створення
В своїй діяльності І. Срезневський вивчав культуру слов'янських народів, та, зокрема, культуру України. Особливий інтерес в нього викликала постать Григорія Сковороди. Він збирав рукописні матеріали, перекази місцевих мешканців про нього, а потім спробував перекласти їх у літературній формі. Однією з цих спроб є оповідання «Майоре, майоре!», написано російською мовою, вперше надруковано у 1836 році в журналі «Московский наблюдатель».

## Головні герої твору
Григорій Савич Сковорода – мандрівний філософ.
Павло Леонтійович – відставний майор, господар хутора.
Олена Павлівна – донька майора.

## Сюжет
Оповідання починається з розповіді про те, якою дивною людиною був Григорій Савич. По поверненню з-за кордону після навчання, він, незважаючи на свої знання, відмовляється від будь-якого стану та  мандрує Україною. У 1765 році Григорій Савич приходе на Валуївські хутори, що на Слобожанщині. В одному з цих хуторів він лікує дружину пасічника Салка і слава про нього йде навкруги.
В сусідньому хуторі хворіє його власник – Павло Леонтійович, відставний майор. Олена, його донька, прохає Григорія Савича вилікувати батька і той погоджується. 
Після лікування майора, на запрошення останнього, Григорій Савич залишається жити на хуторі. Минає час. Олена закохується в Григорія Савича і в нього з'являються почуття до Олени. Але Григорія Савича постійно турбують сумніви щодо подружнього життя. 
Та одного разу майор знов захворів. Хвороба проходить дуже важко. Біля ліжка хворого Григорій Савич дає слово дбати про Олену та взяти її за жінку. Майору, який чує ці слова, стає легше і згодом він одужує. Призначається дата весілля. Але під час вінчання Григорій Савич кидається до амвона, прохає прощення та вибігає з церкви.
В подальшому ця подія була майже забута, Олена щасливо виходе заміж.

## Видання
- Срезневский. Майор, Майор! Рассказ // Московский наблюдатель. 1836. Часть VI. Март. Книжка II. С. 205—238; Апрель. Книжка I. С. 435—468; Книжка II. С. 721—736.
- Ізмаїл Срезневський. Майоре, Майоре! Оповідання з життя Г. Сковороди / Редакція і вступні статті А. Ковалівського. Харків: Кооперативне видавництво «Рух», [1930]. 120 с.
- Ізмаїл Іванович Срезневський. Майоре, Майоре! Оповідання з життя Г. Сковороди / Редакція і вступні статті А. Ковалівського // Нове слово. Посібник-хрестоматія до курсу «Історія української літератури кінця ХVІІІ — 60-х років ХІХ століття» — Книга друга. / Кер. наук. проекту Л. М. Задорожна. Київ: Видавничо-поліграфічний центр «Київський університет», 2013. С. 160—208. [Вступні статті Ковалівського насправді не передруковано.]
- Ізмаїл Срезневський. Майор, Майор! Рассказ // Михайло Назаренко. Крім «Кобзаря». Антологія української літератури. 1792—1883. Частина перша. Київ: Laurus, 2021. С. 194—226.